# Sektion Marburg/Lahn des Deutschen Alpenvereins
Die Sektion Marburg/Lahn des Deutschen Alpenvereins (kurz DAV Marburg) ist eine Sektion des Deutschen Alpenvereins in Marburg. Sie wurde am 20. Dezember 1891 als Sektion des Deutschen und Österreichischen Alpenvereins (DuOeAV) gegründet. Sie hat 4.908 Mitglieder (Stand: 31. Dezember 2024) und zählt somit zu den größeren Sektionen des Deutschen Alpenvereins.

## Hütte der Sektion
- keine

### Ehemalige Hütte
- Marburg-Siegener Hütte (2481 m s.l.m.) (Nordöstlich der Flaggerscharte am Flaggersee)
- Inoffiziell wurde der Marburger Sektion von der Sektion Siegerland das Marburger Zimmer in der Siegerlandhütte zur Verfügung gestellt.[4]

## Kletteranlage der Sektion
Die Sektion betreibt seit ihrer Eröffnung am 14. Dezember 2013 die Volksbank Kletterhalle Marburg.
Finanziert wurde die Halle größtenteils durch öffentliche Zuschüsse des Landes Hessen, der Universitätsstadt Marburg sowie des Landkreises Marburg-Biedenkopf. Einen weiteren größeren Anteil übernahm der DAV-Hauptverband durch Beihilfen und Darlehen sowie die Sektion selbst durch eigene Mittel.
Die Halle bietet 840 m² Indoor- sowie 242 m² Outdoor-Kletterfläche mit Wandhöhen von jeweils über 14 Meter. Des Weiteren gibt es einen 340 m² großen Boulderbereich, sowie eine Bar mit Biergarten, Seminarräume und auch die Geschäftsstelle der Sektion.

## Sektionsvorsitzende
Eine chronologische Übersicht über alle Präsidenten der Sektion seit Gründung.
| Amtszeit  | Präsident                                                                                        |
| --------- | ------------------------------------------------------------------------------------------------ |
| 1891–1892 | Theodor Rumpf, Professor für Innere Medizin                                                      |
| 1892–1901 | Theobald Fischer, Professor der Geographie                                                       |
| 1901–1907 | Emanuel Kayser, Professor der Geologie                                                           |
| 1907–1916 | Fritz Schenck, Professor der Physiologie                                                         |
| 1916–1922 | Karl Gesing, Geheimer Landgerichtsrat                                                            |
| 1922–1932 | Gustav Gotthilf Winkel, Geheimer Regierungsrat                                                   |
| 1932–1936 | Max Baur, Rektor der Philipps-Universität Marburg                                                |
| 1936–1937 | Peter Jaeck, Sportwissenschaftler und erster Direktor des Instituts für Leibesübungen in Marburg |
| 1937–1940 | ― 1                                                                                              |
| 1940–1945 | Gottlieb Braun-Elwert, Verlagsbuchhändler                                                        |
| 1945–1946 | ― 2                                                                                              |
| 1947–1950 | Fritz von Hippel, Rechtswissenschaftler                                                          |
| 1950–1954 | Hans-Georg Schrauff                                                                              |
| 1954–1959 | Ernst Lickteig                                                                                   |
| 1959–1964 | Walter Wünsch                                                                                    |
| 1964–1978 | Günter Schwarz                                                                                   |
| 1978–2009 | Horst-Dieter Försterling, Professor für Physikalische Chemie                                     |

| Amtszeit  | Präsident                            |
| --------- | ------------------------------------ |
| 2009–2011 | Jutta Schmidt                        |
| 2011–2012 | Armin Schwiderski                    |
| 2012–2021 | Armin Schwiderski, Herbert Noll 3    |
| seit 2021 | Nils Hahmann-Düringer, Christian May |